# کروستکووو
کروستکووو (به لهستانی:  Krostkowo) یک منطقهٔ مسکونی در لهستان است که در گمینا بیاووشلیویه واقع شده‌است.
 کروستکووو  ۳۹۵ نفر جمعیت دارد.